# 逢源区
逢源区是广州市歷史上存在過的一個行政區，1949年由广州直辖市设置，以区内有逢源路得名，位於今广东省广州市旧城区西部。1950年撤销，并入荔湾区。 